# Marie-Colline Leroy
Marie-Colline Leroy, née le 1er juillet 1984 à Saint-Ghislain, est une femme politique belge, membre du parti Écolo.
De mai 2023 à février 2025, elle est secrétaire d'État à l'Égalité des genres, à l'Égalité des chances et à la Diversité, adjointe au ministre de la Mobilité dans le gouvernement De Croo.

## Biographie
Marie-Colline Leroy est née le 1er juillet 1984 à Saint-Ghislain.
Son père, Jacky Leroy, est un ancien directeur général de l'enseignement obligatoire à la Communauté française, puis président du comité de direction du SPF Personnel et Organisation. Avant cela, il avait officié dans les cabinets de Laurette Onkelinx comme chef de cabinet-adjoint et d'Elio Di Rupo,. Il est ancien professeur à l'institut Renée Joffroy d'Irchonwelz et ancien préfet de l'athénée de Péruwelz. Sa mère est professeur de néerlandais. Son frère, Baptiste Leroy, est conseiller communal à Leuze-en-Hainaut et chef de file Ecolo local. 
Marie-Colline Leroy a étudié les langues romanes à l'Université libre de Bruxelles. Elle a enseigné dans plusieurs écoles. Depuis 2008, elle est chargée de cours d'approche théorique et pratique de la diversité culturelle et de la dimension de genre pour les futurs instituteurs de maternelle à la Haute École en Hainaut (HEH) de Mons. De 2015 à 2017, elle fut co-présidente de la section Ecolo-Picardie.
En mai 2019, elle est élue députée au Parlement fédéral belge. Elle préside alors la commission des Affaires sociales. Elle est également conseillère communale de Frasnes-lez-Anvaing.
Le 2 mai 2023, elle est nommée secrétaire d'État à l'Égalité des genres, à l'Égalité des chances et à la Diversité, adjointe au ministre de la Mobilité en remplacement de Sarah Schlitz et prête serment devant le roi des Belges le même jour.

## Opinions sur l'égalité hommes-femmes
Marie-Colline Leroy estime que le monde de la politique est sexiste et violent à l'encontre des femmes : « Quand nous montons dans les tensions, on nous rappelle soudainement que nous sommes des femmes [...]. Or nous sommes des politiciennes, nous travaillons dans l’intérêt collectif avec nos valeurs et nos engagements. On essaie de nous attaquer sur un débat idéologique que nous menons, on ramène cela à la condition de la femme et on se demande pourquoi on en revient à cela, cela n’a rien à voir ».
Selon elle, un des enjeux majeurs de sa fonction est la conciliation entre la vie familiale et la vie professionnelle : « C'est important que nous mettions des cadres, que cela soit dans la société en général, sur le marché de l’emploi ou dans la politique pour promouvoir cette conciliation sinon nous retrouverons toujours les mêmes personnes aux mêmes endroits. Les femmes vont encore être dans une surcharge mentale par rapport à la famille »,.

## Carrière politique
- Depuis 2018 : Conseillère communale de Frasnes-lez-Anvaing
- 2019-2023 : Députée fédérale
- 2023-2025 : Secrétaire d’État à l’Égalité des chances